# Magomed Ozdoev
Magomed Ozdoev (Grozny, 5 de noviembre de 1992) es un futbolista ruso que juega de centrocampista en el PAOK de Salónica F. C. de la Superliga de Grecia.

## Selección nacional
Es internacional con la selección de fútbol de Rusia desde 2014, después de haber jugado con la sub-17, sub-18, sub-19 y sub-21.
Con la selección marcó su primer gol el 15 de noviembre de 2016 en un amistoso frente a la selección de fútbol de Rumania.

## Clubes
| Club                         | País    | Año       |
| ---------------------------- | ------- | --------- |
| F. C. Lokomotiv Moscú        | Rusia   | 2010-2015 |
| F. C. Rubin Kazán (cedido)   | Rusia   | 2014-2015 |
| F. C. Rubin Kazán            | Rusia   | 2015-2018 |
| F. C. Akhmat Grozny (cedido) | Rusia   | 2017      |
| Zenit de San Petersburgo     | Rusia   | 2018-2022 |
| Fatih Karagümrük S. K.       | Turquía | 2022-2023 |
| PAOK de Salónica F. C.       | Grecia  | 2023-     |

## Palmarés

### Títulos nacionales
| Título                | Club                     | País   | Año  |
| --------------------- | ------------------------ | ------ | ---- |
| Liga Premier de Rusia | Zenit de San Petersburgo | Rusia  | 2019 |
| Liga Premier de Rusia | Zenit de San Petersburgo | Rusia  | 2020 |
| Copa de Rusia         | Zenit de San Petersburgo | Rusia  | 2020 |
| Supercopa de Rusia    | Zenit de San Petersburgo | Rusia  | 2020 |
| Liga Premier de Rusia | Zenit de San Petersburgo | Rusia  | 2021 |
| Supercopa de Rusia    | Zenit de San Petersburgo | Rusia  | 2021 |
| Liga Premier de Rusia | Zenit de San Petersburgo | Rusia  | 2022 |
| Superliga de Grecia   | PAOK de Salónica F. C.   | Grecia | 2024 |